# Лукашенко Володимир Васильович
Лукашенко Володимир Васильович (нар. 8 серпня 1947, с. Грозине, Коростенський район, Житомирська область, УРСР, СРСР)  — радянський і український краєзнавець, ветеран праці, громадський діяч, історик, дослідник історії Коростенщини.

## Біографія
Народився Володимир Васильович у бідній селянській родині на Житомирщині, 8 серпня 1947 р., у с. Грозине. Батьки працювали в місцевому господарстві: батько — у бригаді будівельників, мати — у польовій бригаді. Жилищем слугувала старенька прадідівська хатина. Заробіток батьків був досить мізерним.
У 1954 році йде до початкової школи, яка розміщувалася на території села Сингаї. У 1958 переходить до Коростенської середньої школи № 3, де навчається до 1963 р., після чого переводиться до новоствореної Грозинської середньої школи. По завершенню навчання проходить строкову військову службу в танкових військах.
Після демобілізації, знайшов роботу на одному з київських заводів, де працював токарем. 1970-1976 — роки навчання в Київському державному університеті ім. Т. Шевченка. Навчався на історичному факультеті. Закінчив навчання з відзнакою. В студентські роки працював у науково-досліднцькому інституті м. Києва, починаючи з 1973 р. За роки праці, змінив посаду лаборанта на завідувача групи зв'язків з міжнародних відносин. В подальшому почав завідувати аспірантурою. З серпня 1983 р. працював у Каленецькій неповній середній школі вчителем історії та географії. З 1989 р. працює на тійже посаді у Грозинській середній школі. Після 7 років роботи вшколі, в листопаді 1996, працевлаштовується провідним інспектором Житомирської митниці (працює до 2007 року).

## Діяльність
Видає ряд статей та книг, серед яких переважна більшість з історії краю.
- «Коростенщина. Історико-географічний нарис» — 2003 року.
- «Коростенщина моя» — 2008 року.
- «Грозіно. Історія, спогади, етнографія» — 2014 року.